# Судаков, Бенни
Бенни Судаков (ивр. בני סודקוב‎) род. октябрь 1969, Тбилиси) ― израильский математик, специалист по комбинаторике.

## Биография
Бенни Судаков родился в октябре 1969 года в Тбилиси, Грузинская ССР, СССР.
В 1990 году окончил математический факультет Тбилисского государственного университета. Эмигрировал в Израиль.
В 1993 году окончил Тель-Авивский университет с отличием, получив степень магистра. В 1999 году в Тель-Авиве получил степень доктора философии, защитив диссертацию по теме «Экстремальные задачи в вероятностной комбинаторике и их алгоритмические аспекты. Последние разработки в экстремальной комбинаторике: проблемы типа Рамсея и Турана». Научным руководителем у него был профессор Нога Алон.
В 2002 году Бенни Судаков стал доцентом Принстонского университета (США), где работал научным сотрудником Института перспективных исследований в Принстоне (в 2003 году и с 2005 по 2006 года).
С 2004 по 2006 год он был научным сотрудником Фонда Альфреда Слоуна.
В 2007 году стал профессором Калифорнийского университета в Лос-Анджелесе, а с 2013 года ― профессором Швейцарской высшей технической школы в Цюрихе.
В 2010 году выступил с докладом на Международном математическом конгрессе в Хайдарабаде на тему «Комбинаторика». В 2014 году награжден премией Гумбольдта, в 2013 году стал членом Американского математического общества, а в 2019 году стал членом «Academia Europaea».

## Научная деятельность
Судаков занимается исследованием в области экстремальной комбинаторики. Изучает алгебраические и вероятностные методы в комбинаторике, теории графов, теории Рэмси, случайные комбинаторные структуры и приложения комбинаторики для компьютера.
Среди его учеников был Джейкоб Фокс, с которым Судаков также опубликовал улучшенные оценки числа теории Рамсея.

## Публикации
- М. Кван и Бенни Судаков, «Доказательство гипотезы об индуцированных подграфах графов Рамсея», Transactions Amer. Математика. Soc. , т.  372, п о  8,2019, стр.  5571-5594 ( zbMATH  1423.05106 ).
- И. Балла, Ф. Дракслер, П. Кееваш и Бенни Судаков, «Равноугольные линии и сферические коды в евклидовом пространстве», Inventiones math. , т.  211,2018, p. 179-212.
- М. Нагеле, Бенни Судаков и Р. Зенклюзен, «Субмодулярная минимизация при ограничениях конгруэнтности», Proc. 29-го ежегодного ACM-SIAM SODA ,2018, p. 849-866.
- Дэвид Конлон, Джейкоб Фокс и Бенни Судаков, «Два расширения теоремы Рэмси», Duke Mathematical Journal, vol.  162,2013, p. 2903–2927.
- Нога Алон, А. Мойтра и Бенни Судаков, «Почти полные графы, разложимые на большие индуцированные сопоставления, и их приложения», J. European Math. Soc. , т.  15,2013, p. 1575-1596.
- Бенни Судаков, «Гипотеза Эрдеша о графовых числах Рамсея», Успехи математики , т.  227,2011, p. 601–609.
- Дэвид Конлон, Джейкоб Фокс и Бенни Судаков, «Приближенный вариант гипотезы Сидоренко», Геометрический и функциональный анализ , т.  20,2010, p. 1354–1366.
- Дэвид Конлон, Джейкоб Фокс и Бенни Судаков, «Гиперграфические числа Рамсея», J. Amer. Математика. Soc. , т.  23,2010, p. 247-266.
- Нога Алон, Асаф Шапира и Бенни Судаков, «Аддитивная аппроксимация для задач», Annals of Mathematics , vol.  170,2009, p. 371–411.